# Aysha lisei
Aysha lisei är en spindelart som beskrevs av Antonio D. Brescovit 1992. Aysha lisei ingår i släktet Aysha och familjen spökspindlar. Inga underarter finns listade.